# ژان-کلود اولره
ژان-کلود اولره (فرانسوی: Jean-Claude Olry‎؛ زادهٔ ۲۸ دسامبر ۱۹۴۹) قایقران کانو اهل فرانسه است.